# فورتونا ۱۹

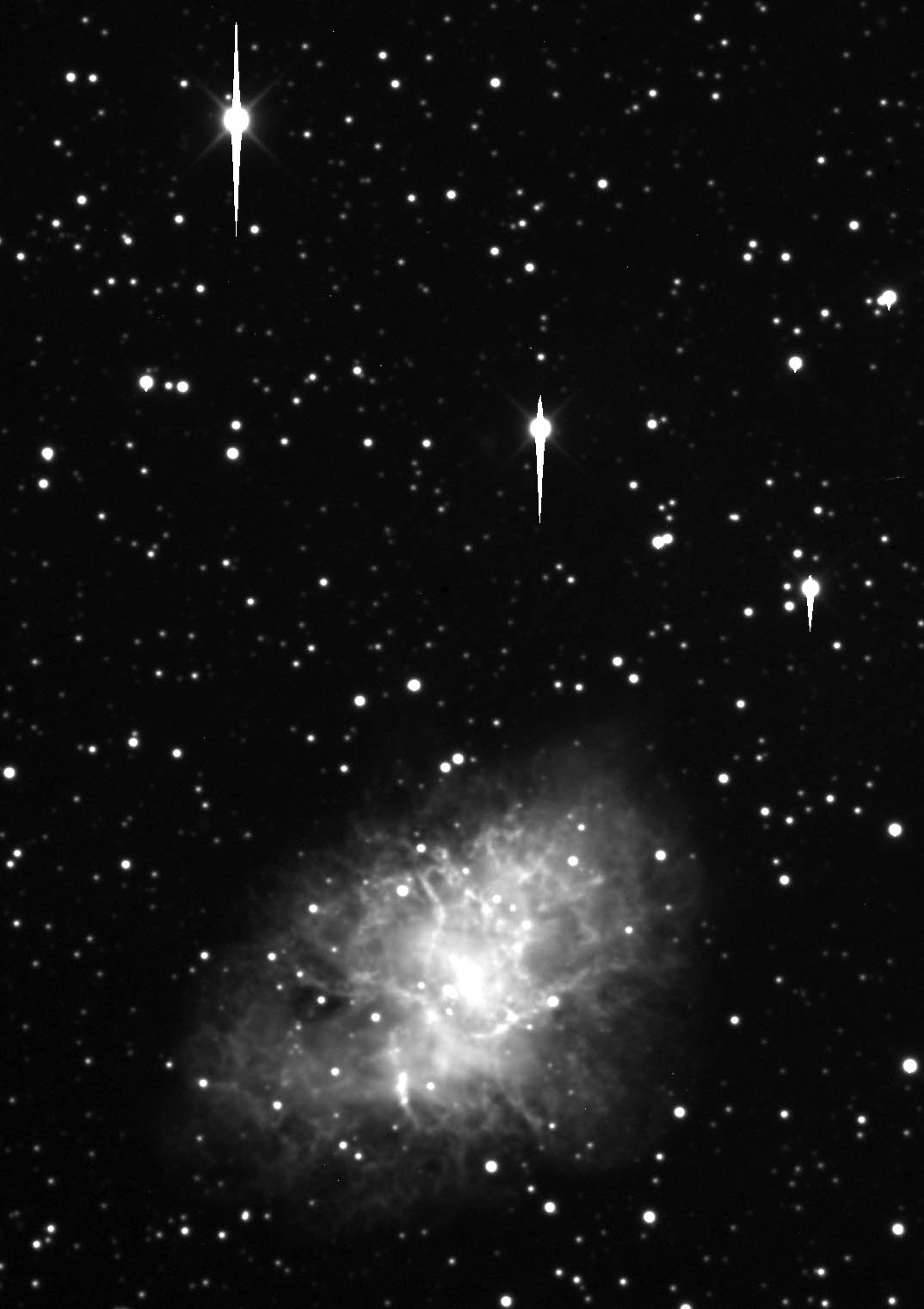
سیارک ۱۹

سیارک ۱۹ (به انگلیسی: 19 Fortuna) نوزدهمین سیارک کشف شده‌است که در ۲۲ اوت ۱۸۵۲ و در لندن کشف شد.
قدر مطلق سیارک برابر ۷٫۱۳ است.